# Sergio Floccari
Sergio Floccari (Vibo Valentia, Itàlia, 12 de novembre de 1981) és un futbolista italià ja retirat. Jugava com a davanter.

## Carrera
Després d'haver jugat en la lligues menors al començament de la seua carrera, Floccari feu un ràpid pas pel Gènova en el 2002 abans d'incorporar-se al Rimini durant quatre temporades, sent protagonista en dos ascensos, de la Serie C2 a la Serie B. En gener del 2006, partí al Messina, on tingué el seu primer vol al futbol de màxim sabor.
En l'estiu del 2007, després del descens del Messina de la Serie A, se sumà a l'Atalanta, on fou a la batalla per un lloc entre els davanters, entre els quals estaven Simone Inzaghi, Antonio Langella i Riccardo Zampagna. Després del canvi d'entrenador, a l'arribada de Luigi Del Neri, augmentà la quantitat d'oportunitats de Floccari per assolir un lloc de titular en l'Atalanta i anotà un total de sis gols durant la temporada, també proporciona impressionants actuacions.
Posteriorment jugà al Genoa, al Lazio i al Bologna.